# Стадион Групама арена
Стадион Групама арена (мађ. Groupama Aréna), познат као Стадион Ференцвароша (Ferencváros Stadion), је фудбалски стадион који се налази у Будимпешти и служи као домаћи терен фудбалском клубу ФК Ференцварош. Стадион је отворен 10. августа 2014. године и има капацитет од 22.000 гледалаца и додатних 34. боксова. Дизајн су направили архитекте Агнеш Страјт и Саболч Кормош Алфред Хајош. Изградња стадиона је коштала 13,5 милијарде форинти, што је отприлике 40 милиона евра.